# Amherst (Nebraska)
Amherst és una població dels Estats Units a l'estat de Nebraska. Segons el cens del 2000 tenia 277 habitants.

## Demografia
Segons el cens del 2000, Amherst tenia 277 habitants, 110 habitatges, i 81 famílies. La densitat de població era de 486,1 habitants per km².
Dels 110 habitatges en un 38,2% hi vivien nens de menys de 18 anys, en un 63,6% hi vivien parelles casades, en un 5,5% dones solteres, i en un 25,5% no eren unitats familiars. En el 20,9% dels habitatges hi vivien persones soles l'11,8% de les quals corresponia a persones de 65 anys o més que vivien soles. El nombre mitjà de persones vivint en cada habitatge era de 2,52 i el nombre mitjà de persones que vivien en cada família era de 2,94.
Per edats la població es repartia de la següent manera: un 27,1% tenia menys de 18 anys, un 4,3% entre 18 i 24, un 26,7% entre 25 i 44, un 22,7% de 45 a 60 i un 19,1% 65 anys o més.
L'edat mediana era de 42 anys. Per cada 100 dones de 18 o més anys hi havia 102 homes.
La renda mediana per habitatge era de 39.545 $ i la renda mediana per família de 41.875 $. Els homes tenien una renda mediana de 28.333 $ mentre que les dones 17.679 $. La renda per capita de la població era de 15.754 $. Aproximadament el 4,5% de les famílies i el 6,7% de la població estaven per davall del llindar de pobresa.

## Poblacions més properes
El següent diagrama mostra les poblacions més properes.